# Набу-мукін-зері
Набу-мукін-зері (д/н — бл. 729 до н. е.) — цар Вавилону близько 732—729 до н. е. Ім'я перекладається як «Набу зміцнив сім'я».

## Життєпис
Походив з халдейського племені амукану (амукані). Внаслідок малої кількості відомостей, одні дослідники вважають його останнім царем династії «Е», інші — першим царем IX Вавилонської династії.
Близько 732 року до н. е. захопив трон Вавилону. Невдовзі вступив у протистояння з вавилонською і арамейською знаттю. Цим скористався ассирійський цар Тіглатпаласар III, який 731 року до н. е. внаслідок загального розгардіяшу в Вавилонії підійшов до самого Вавилону. Він позиціонував себе як борця з узурпатором і захисником вавилонського жрецтва.
Зрештою Набу-мукін-зері втік до Шапії, де почував себе більш впевнено, оскільки землі навколо належали халдеям. Тут намагався отримати підтримку від халдейських вождів — Мардук-апла-іддіни з плем'я якіна, Балассу з плем'я даккурі, Закіру з плем'я Ша'аллі, Набу-ушабші з плем'я шиланні, Надіну з Лараку. Втім найвпливовіші міста півдня — Дільбат і Ніппур перейшли на бік ассирійців. До 729 року до н. е. Набу-мукін-зері та його союзники зазнали нищівної поразки біля міста Бухару. Цар Вавилону загинув, частина халдейських вождів визнала влади Ассирії, інших було знищено або взято у полон. Загалом рабами стало понад 154 тис. халдеїв, на халдеїв, що залишилися, було накладено величезну данину. Тіглатпаласар III оголосив себе царем Вавилонії й Країни моря під ім'ям «Пулу».